# Деметра
Деметра (грч. Δημήτηρ) у грчкој митологији је кћи Реје и Крона, сестра Хестије, Хере, Хада, Посејдона и Зевса је поштована као богиња жита и плодности, неговатељица младих и зелене земље, чуварка брака и светог закона. У хомерским химнама назива се „доноситељицом доба”, што се сматра знаком да је била поштована много пре него што је постала једна од Олимпијаца.
Њен римски еквивалент је Церера.

## Митови и приче
Данас су познати многи митови и приче о Деметри, али је дефинитивно најпознатија прича о њој и њеној ћерки Персефони. Деметра и Персефона су током Персефониног одрастања биле нераздвојне, и Деметра ју је обожавала. Међутим, једног дана, док је Персефона била на некој ливади и брала цвеће земља се отворила и бог подземља, Хад, повуче је доле са собом. Овај догађај има и у позадини једну причу о расправи Зевса и Хада и њиховом договору, у којем је и сама Персефона била укључена, јер се Хад био заљубио у њу.
Када је Деметра сазнала шта се десило, такав је гнев и туга обузе, да за време њеног туговања, ниједно житно поље није родило, као да је читава природа туговала са њом. Видевши да овако неће моћи дуго, Зевс одлучи да начини споразум између Деметре и Хада. Одлучено је да 8 месеци Персефона проводи са својом мајком, а 4 са Хадом.
Од тада у народу у Грчкој постоји веровање да док је Персефона са Деметром, житна поља рађају и дају огромне приносе. Али када се Персефона врати код Хада, онда 4 месеца све одумире.
Деметра и Персефона су биле и централне фигуре Елеусинске мистерије, религиозне церемоније у њихову част, традиције која је претходила олимпијском пантеону и која можда вуче корене из Микенске цивилизације.
Плоче и предмети из Пилоса из периода око 1.400 година п. н. е. бележе жртвене предмете намењене двема краљицама и краљу, што може представљати Персефону, Деметру и Посејдона, пошто су њих две биле обожаване заједно и обично их нису одвајали као два божанства.

## Симболи
Деметрини симболи су клас, нарцис и бубамара, док јој је рода омиљена птица.